# 福城街道 (深圳市)
福城街道，是中华人民共和国广东省深圳市龙华区下轄的一個街道，位於龍華區西北部。2015年4月28日，由觀瀾街道分拆出來。

## 行政区划
福城街道下辖以下地区：
狮径社区、悦兴围社区、丹湖社区、四和社区、新城社区、茜坑社区、大兴社区、大三社区、桔塘社区和章阁社区。